# マスターズ・トーナメント
マスターズ・トーナメント（英語: Masters Tournament）は、アメリカ合衆国ジョージア州のオーガスタ・ナショナル・ゴルフクラブを会場に開かれている、ゴルフのメジャー選手権のひとつ。

## 概要
1934年にボビー・ジョーンズと友人で実業家のクリフォード・ロバーツの企画により"Augusta National Invitation Tournament"と題して開幕したが、1939年に当初ロバーツが考えていたものの、ジョーンズが嫌っていたマスターズというタイトルに変更された。
毎年4月2週目の日曜日に最終日となることを基準に開催される。出場選手は前年度の世界各地のツアーでの賞金ランキング上位者、メジャー優勝者など。招待資格を満たす名手（マスター）たちしか出場できないことから「ゴルフの祭典」として敬愛されている。
1960年から本戦の前日の水曜日に「パー3コンテスト」が開催されている。オーガスタ・ナショナル・ゴルフクラブに隣接する9ホール（パー27）の特設コースで行われ、歴代最少スコアは19。過去の優勝者にはサム・スニード（1960年・1974年）、アーノルド・パーマー（1967年）、青木功（1975年・1981年）、トム・ワトソン（1982年・2018年）、中嶋常幸（1988年）、ビジェイ・シン（1994年）などがいる。出場選手の子供がキャディーを務めるなど和やかな雰囲気で行われる伝統のイベントであるが、優勝するとその年の本選では優勝できないというジンクスがあることでも知られる（ただし、後述の記録にあるように連覇を果たした選手はいる）。2017年は雨のため初めて中止された。
優勝賞金は開幕当初は特に定めないで、3日間の入場収入などを基に決定する。優勝者には優勝賞金に加えて緑色のブレザー、通称「グリーンジャケット」が贈られる。グリーンジャケットは通常ゴルフクラブのロッカーに保管され、優勝者は基本として本トーナメント期間中のみロッカーから出して着用することが許される。また優勝者はもれなくオーガスタ・ナショナル・ゴルフクラブの名誉会員となり、当大会への生涯出場権が与えられる。「ゴルフの祭典」という大会の性格上、この生涯出場権により、2000年代までは年齢が70代や80代に達した往年の名プレーヤーが出場を続けていた。しかし、2002年に大会を主催するマスターズ委員会が、一定水準のスコアでラウンドできなくなった選手に対して出場辞退を要請する手紙を送るようになったことや、コース改造（全長を約300ヤード延長）を契機として、ダグ・フォードやビリー・キャスパー、ゲイ・ブリュワーなどが出場を取りやめるようになった。その後、BIG3と呼ばれたアーノルド・パーマーは2004年（当時74歳）、ジャック・ニクラスは2005年（当時65歳）、ゲーリー・プレーヤーは2009年（当時73歳）に引退を表明し、競技者としての出場を終えている（この3人は2012年から名誉スターターとして大会初日に始球式を行っているが、2016年はパーマーが辞退を表明した）。
他のメジャーは毎回開催コースが異なるが、マスターズは毎年同じオーガスタ・ナショナル・ゴルフクラブで開催される。このコースはとりわけグリーンの難度が高く、別名「ガラスのグリーン」とも呼ばれるほどアプローチショットやパットでのボールコントロールが難しく、それゆえに「オーガスタのグリーンには“魔女”が棲（す）む」とよく言われる。更にINのコース南側の角にある11番・12番・13番の3つのホールはスポーツライターのハーバート・ウォーレン・ウィンドがジャズの曲「Shoutin' in that Amen Corner」から命名した《アーメンコーナー》の別名で恐れられている。フェアウェイもアンジュレーションが大きく、バーディを狙うにはティショットを正確に理想的なセカンドショットのポジションに運ぶ必要がある。また、谷と森が作り出す気まぐれな風も起こる。こうした環境が、トーナメント名の通り、名手に相応しい技術の持ち手を選ぶことになる。一方、ラフはセカンドカットまでとなっており、長いラフのセットとなる全米オープンとの違いが顕著に表れる部分である。
1961年に南アフリカのゲーリー・プレーヤーが優勝し、初のアメリカ人以外の優勝者となった。1975年にはリー・エルダーが黒人選手として初めて出場した。2000年にフィジーのビジェイ・シンがオセアニア勢初、2009年にアルゼンチンのアンヘル・カブレラが南米勢初優勝を果たした。
グレッグ・ノーマンら世界的強豪選手の多いオーストラリア勢は、マスターズでは1996年の大会でノーマンがニック・ファルドに最終日に大逆転負けを喫するなどなかなか勝てなかったが、2013年の大会でアダム・スコットがオーストラリア勢として初の優勝を果たした。
2014年には、1982年大会優勝者のクレイグ・スタドラーと息子のケビン・スタドラーが史上初の親子同時出場を果たした。
意外な伏兵が優勝することが多い他のメジャーと違い、ビッグネームが順当に優勝することの多いトーナメントとして有名だった。これは毎年同じゴルフコースで開催されるという特性から、ベテランほどこのコースの経験を多く持っていることが原因と考えられる。だが、1979年大会はファジー・ゼラーが優勝し、史上唯一の初出場選手による優勝となった。また、2007年大会は世界ランキング56位（当時）でツアー1勝しかしていないザック・ジョンソンが優勝し、伏兵の優勝となった。近年はコースの長距離化などの影響で若手プロの初優勝が相次いでおり、ベテランに有利とは限らなくなっている。
予選通過ラインは、予選カットができた1957年以降「上位40位タイまで」だったが、1962年に「44位タイまで」と「首位から10打差以内」に変更、2013年には約半世紀ぶりに「50位タイまで」と「首位から10打差以内」に変更された。しかし2020年は「50位タイまで」のみとした。
4日間終了時点で1位が2人以上いた場合、プレーオフはサドンデスによって争われる。以前は、翌日に18ホールのストローク・プレーや、4ホールのストロークで争っていた。プレーオフは18番と10番ホールで行われる。
例年4月に開催しているが、世界規模で新型コロナウイルスへの感染が拡大している2020年には、11月9日から15日にかけて無観客で開催された。本大会の4月開催が見送られたのは、第二次世界大戦中以来であった。
開催の時期を4月に戻した2021年には、松山英樹が10回目の出場を果たした末に、アジア出身選手として初めて優勝した。この優勝は、PGAレギュラーツアーにおける日本男子史上初の海外メジャー大会制覇にも当たる。

## 招待条件
招待条件は下記の通りであるが、カテゴリー7から11までについてはアマチュア選手は大会初日時点でアマチュアでなければならない。
1. 歴代優勝者（生涯）
2. 全米オープン優勝者（過去5年間）
3. 全英オープン優勝者（過去5年間）
4. 全米プロゴルフ選手権（PGA選手権）優勝者（過去5年間）
5. ザ・プレーヤーズ選手権優勝者（過去3年間）
6. オリンピックにおけるゴルフ競技優勝者（オリンピックの翌年のみ・直近の場合は2022年が該当）
7. 前年全米アマ優勝者および2位
8. 前年全英アマ優勝者
9. 前年アジアパシフィックアマチュア選手権優勝者
10. 当年ラテンアメリカアマチュア選手権優勝者
11. 前年全米ミッド・アマ優勝者
12. 前年マスターズ大会12位以内（タイを含む）入賞者
13. 前年全米オープン4位以内（タイを含む）入賞者
14. 前年全英オープン4位以内（タイを含む）入賞者
15. 前年PGA選手権4位以内（タイを含む）入賞者
16. 前年マスターズ大会翌週から、本大会前週までのPGAツアー（フェデックスカップポイントに加算される試合、ただしチューリッヒクラシック除く）優勝者
17. 前年ザ・ツアーチャンピオンシップ出場者
18. 前年最終週の公式世界ランキング50位以内
19. 同年公式世界ランキング50位以内（マスターズ大会開催前週に発表のもの）

その他、特別招待枠がある。

## 記録
- 最多優勝回数：6回、ジャック・ニクラス（1963年、1965年、1966年、1972年、1975年、1986年）

大会歴代2位の優勝回数は5回、タイガー・ウッズ（1997年、2001年、2002年、2005年、2019年）。歴代3位は4回優勝、アーノルド・パーマー（1958年、1960年、1962年、1964年）
- 最多2位回数：4回、ベン・ホーガン（1942年、1946年、1954年、1955年）、ジャック・ニクラス（1964年、1971年、1977年、1981年）、トム・ワイスコフ（1969年、1972年、1974年、1975年）
- 最多トップ10回数：22回、ジャック・ニクラス
- 最多予選通過回数：37回、ジャック・ニクラス
- 最年少優勝者：タイガー・ウッズ（21歳3ヶ月14日）、1997年
- 最年長優勝者：ジャック・ニクラス（46歳2ヶ月23日）、1986年
- 72ホール最少スコア：268、ダスティン・ジョンソン（2020年）
- 54ホール最少スコア：200、ジョーダン・スピース（2015年）
- 18ホール最少スコア：63、ニック・プライス（1986年3日目、10バーディー・1ボギー）、グレグ・ノーマン（1996年1日目、9バーディー）
- 18ホール最多バーディー：11、アンソニー・キム（2009年2日目、11バーディー・2ボギー・1ダブルボギー）
- 最多連続バーディー：7、スティーブ・ペイト（1999年3日目7～13番）、タイガー・ウッズ（2005年3日目7～13番）
- 最年少出場者：関天朗（英語版）（グァン・ティンラン）（14歳5ヶ月、2013年、100人中58位[9]）
- 最年少予選通過者：関天朗（14歳5ヶ月、2013年）
- 最年長予選通過者：フレッド・カプルス（63歳6ヶ月、2023年）
- 最多出場回数：52回、ゲーリー・プレーヤー（1957年 - 2009年（1973年は病気のため不出場））
- 最多連続出場回数：50回、アーノルド・パーマー（1955年 - 2004年）
- プロ、ローアマチュア双方優勝者：ケリー・ミドルコフ、ジャック・ニクラス、ベン・クレンショー、フィル・ミケルソン、タイガー・ウッズ、セルヒオ・ガルシア、松山英樹

## 歴代優勝者
| 年                                | 国               | 優勝者                        | 合計スコア | 合計パー | 優勝賞金 ($) |
| --------------------------------- | ---------------- | ----------------------------- | ---------- | -------- | ------------ |
| 1934                              | アメリカ合衆国   | ホートン・スミス              | 284        | -4       | 1,500        |
| 1935                              | アメリカ合衆国   | ジーン・サラゼン              | 282        | -6       | 1,500        |
| 1936                              | アメリカ合衆国   | ホートン・スミス（2）         | 285        | -3       | 1,500        |
| 1937                              | アメリカ合衆国   | バイロン・ネルソン            | 283        | -5       | 1,500        |
| 1938                              | アメリカ合衆国   | ヘンリー・ピカード            | 285        | -3       | 1,500        |
| 1939                              | アメリカ合衆国   | ラルフ・ガルダール            | 279        | -9       | 1,500        |
| 1940                              | アメリカ合衆国   | ジミー・デマレー              | 280        | -8       | 1,500        |
| 1941                              | アメリカ合衆国   | クレイグ・ウッド              | 280        | -8       | 1,500        |
| 1942                              | アメリカ合衆国   | バイロン・ネルソン（2）       | 280        | -8       | 1,500        |
| 1943-45: 第二次世界大戦のため中止 |                  |                               |            |          |              |
| 1946                              | アメリカ合衆国   | ハーマン・カイザー            | 282        | -6       | 2,500        |
| 1947                              | アメリカ合衆国   | ジミー・デマレー（2）         | 281        | -7       | 2,500        |
| 1948                              | アメリカ合衆国   | クロード・ハーモン            | 279        | -9       | 2,500        |
| 1949                              | アメリカ合衆国   | サム・スニード                | 282        | -6       | 2,750        |
| 1950                              | アメリカ合衆国   | ジミー・デマレー（3）         | 283        | -5       | 2,400        |
| 1951                              | アメリカ合衆国   | ベン・ホーガン                | 280        | -8       | 3,000        |
| 1952                              | アメリカ合衆国   | サム・スニード（2）           | 286        | -2       | 4,000        |
| 1953                              | アメリカ合衆国   | ベン・ホーガン（2）           | 274        | -14      | 4,000        |
| 1954                              | アメリカ合衆国   | サム・スニード（3）           | 289        | +1       | 5,000        |
| 1955                              | アメリカ合衆国   | ケリー・ミドルコフ            | 279        | -9       | 5,000        |
| 1956                              | アメリカ合衆国   | ジャック・バーク・ジュニア    | 289        | +1       | 6,000        |
| 1957                              | アメリカ合衆国   | ダグ・フォード                | 283        | -5       | 8,750        |
| 1958                              | アメリカ合衆国   | アーノルド・パーマー          | 284        | -4       | 11,250       |
| 1959                              | アメリカ合衆国   | アート・ウォール・ジュニア    | 284        | -4       | 15,000       |
| 1960                              | アメリカ合衆国   | アーノルド・パーマー（2）     | 282        | -6       | 17,500       |
| 1961                              | 南アフリカ連邦   | ゲーリー・プレーヤー          | 280        | -8       | 20,000       |
| 1962                              | アメリカ合衆国   | アーノルド・パーマー（3）     | 280        | -8       | 20,000       |
| 1963                              | アメリカ合衆国   | ジャック・ニクラス            | 286        | -2       | 20,000       |
| 1964                              | アメリカ合衆国   | アーノルド・パーマー（4）     | 276        | -12      | 20,000       |
| 1965                              | アメリカ合衆国   | ジャック・ニクラス（2）       | 271        | -17      | 20,000       |
| 1966                              | アメリカ合衆国   | ジャック・ニクラス（3）       | 288        | 0        | 20,000       |
| 1967                              | アメリカ合衆国   | ゲイ・ブリュワー              | 280        | -8       | 20,000       |
| 1968                              | アメリカ合衆国   | ボブ・ゴールビー              | 277        | -11      | 20,000       |
| 1969                              | アメリカ合衆国   | ジョージ・アーチャー          | 281        | -7       | 20,000       |
| 1970                              | アメリカ合衆国   | ビリー・キャスパー            | 279        | -9       | 25,000       |
| 1971                              | アメリカ合衆国   | チャールズ・クーディー        | 279        | -9       | 25,000       |
| 1972                              | アメリカ合衆国   | ジャック・ニクラス（4）       | 286        | -2       | 25,000       |
| 1973                              | アメリカ合衆国   | トミー・アーロン              | 283        | -5       | 30,000       |
| 1974                              | 南アフリカ共和国 | ゲーリー・プレーヤー（2）     | 278        | -10      | 35,000       |
| 1975                              | アメリカ合衆国   | ジャック・ニクラス（5）       | 276        | -12      | 40,000       |
| 1976                              | アメリカ合衆国   | レイモンド・フロイド          | 271        | -17      | 40,000       |
| 1977                              | アメリカ合衆国   | トム・ワトソン                | 276        | -12      | 40,000       |
| 1978                              | 南アフリカ共和国 | ゲーリー・プレーヤー（3）     | 277        | -11      | 45,000       |
| 1979                              | アメリカ合衆国   | ファジー・ゼラー              | 280        | -8       | 50,000       |
| 1980                              | スペイン         | セベ・バレステロス            | 275        | -13      | 55,000       |
| 1981                              | アメリカ合衆国   | トム・ワトソン（2）           | 280        | -8       | 60,000       |
| 1982                              | アメリカ合衆国   | クレイグ・スタドラー          | 284        | -4       | 64,000       |
| 1983                              | スペイン         | セベ・バレステロス（2）       | 280        | -8       | 90,000       |
| 1984                              | アメリカ合衆国   | ベン・クレンショー            | 277        | -11      | 108,000      |
| 1985                              | 西ドイツ         | ベルンハルト・ランガー        | 282        | -6       | 126,000      |
| 1986                              | アメリカ合衆国   | ジャック・ニクラス（6）       | 279        | -9       | 144,000      |
| 1987                              | アメリカ合衆国   | ラリー・マイズ                | 285        | -3       | 162,000      |
| 1988                              | スコットランド   | サンディ・ライル              | 281        | -7       | 183,800      |
| 1989                              | イングランド     | ニック・ファルド              | 283        | -5       | 200,000      |
| 1990                              | イングランド     | ニック・ファルド（2）         | 278        | -10      | 225,000      |
| 1991                              | ウェールズ       | イアン・ウーズナム            | 277        | -11      | 243,000      |
| 1992                              | アメリカ合衆国   | フレッド・カプルス            | 275        | -13      | 270,000      |
| 1993                              | ドイツ           | ベルンハルト・ランガー（2）   | 277        | -11      | 306,000      |
| 1994                              | スペイン         | ホセ・マリア・オラサバル      | 279        | -9       | 360,000      |
| 1995                              | アメリカ合衆国   | ベン・クレンショー（2）       | 274        | -14      | 396,000      |
| 1996                              | イングランド     | ニック・ファルド（3）         | 276        | -12      | 450,000      |
| 1997                              | アメリカ合衆国   | タイガー・ウッズ              | 270        | -18      | 486,000      |
| 1998                              | アメリカ合衆国   | マーク・オメーラ              | 279        | -9       | 576,000      |
| 1999                              | スペイン         | ホセ・マリア・オラサバル（2） | 280        | -8       | 720,000      |
| 2000                              | フィジー         | ビジェイ・シン                | 278        | -10      | 828,000      |
| 2001                              | アメリカ合衆国   | タイガー・ウッズ（2）         | 272        | -16      | 1,080,000    |
| 2002                              | アメリカ合衆国   | タイガー・ウッズ（3）         | 276        | -12      | 1,080,000    |
| 2003                              | カナダ           | マイク・ウェア                | 281        | -7       | 1,080,000    |
| 2004                              | アメリカ合衆国   | フィル・ミケルソン            | 279        | -9       | 1,117,000    |
| 2005                              | アメリカ合衆国   | タイガー・ウッズ（4）         | 276        | -12      | 1,260,000    |
| 2006                              | アメリカ合衆国   | フィル・ミケルソン（2）       | 281        | -7       | 1,260,000    |
| 2007                              | アメリカ合衆国   | ザック・ジョンソン            | 289        | +1       | 1,305,000    |
| 2008                              | 南アフリカ共和国 | トレバー・イメルマン          | 280        | -8       | 1,350,000    |
| 2009                              | アルゼンチン     | アンヘル・カブレラ            | 276        | -12      | 1,350,000    |
| 2010                              | アメリカ合衆国   | フィル・ミケルソン（3）       | 272        | -16      | 1,350,000    |
| 2011                              | 南アフリカ共和国 | シャール・シュワーツェル      | 274        | -14      | 1,440,000    |
| 2012                              | アメリカ合衆国   | バッバ・ワトソン              | 278        | -10      | 1,440,000    |
| 2013                              | オーストラリア   | アダム・スコット              | 279        | -9       | 1,440,000    |
| 2014                              | アメリカ合衆国   | バッバ・ワトソン（2）         | 280        | -8       | 1,620,000    |
| 2015                              | アメリカ合衆国   | ジョーダン・スピース          | 270        | -18      | 1,800,000    |
| 2016                              | イングランド     | ダニー・ウィレット            | 283        | -5       | 1,800,000    |
| 2017                              | スペイン         | セルヒオ・ガルシア            | 279        | -9       | 1,980,000    |
| 2018                              | アメリカ合衆国   | パトリック・リード            | 273        | -15      | 1,980,000    |
| 2019                              | アメリカ合衆国   | タイガー・ウッズ （5）        | 275        | -13      | 2,070,000    |
| 2020                              | アメリカ合衆国   | ダスティン・ジョンソン        | 268        | -20      | 2,070,000    |
| 2021                              | 日本             | 松山英樹                      | 278        | -10      | 2,070,000    |
| 2022                              | アメリカ合衆国   | スコッティ・シェフラー        | 278        | -10      | 2,700,000    |
| 2023                              | スペイン         | ジョン・ラーム                | 276        | -12      | 3,240,000    |
| 2024                              | アメリカ合衆国   | スコッティ・シェフラー(2)     | 277        | -11      | 3,600,000    |
| 2025                              | 北アイルランド   | ローリー・マキロイ            | 277        | -11      | 4,200,000    |

## ローアマチュア
1952年から4ラウンド完了しかつ最少スコアのアマチュアにシルバーカップが贈呈される。
| 年度    | 受賞者                                           | 出身国                       | パー                         | 最終順位                     |                          |
| ------- | ------------------------------------------------ | ---------------------------- | ---------------------------- | ---------------------------- | ------------------------ |
| 1934年  | チャールズ・イエーツ                             | アメリカ合衆国               | +9                           | 21                           |                          |
| 1935年  | ローソン・リトル                                 | アメリカ合衆国               | E                            | 6                            |                          |
| 1936年  | ジョニー・ドーソン                               | アメリカ合衆国               | +6                           | 9                            |                          |
| 1937年  | チャールズ・イエーツ（2）                        | アメリカ合衆国               | +13                          | 27                           |                          |
| 1938年  | トミー・テイラー                                 | アメリカ合衆国               | +10                          | 19                           |                          |
| 1939年  | チック・ハーバート チャールズ・イエーツ（3）     | アメリカ合衆国               | +8                           | 18                           |                          |
| 1940年  | チャールズ・イエーツ（4）                        | アメリカ合衆国               | +5                           | 17                           |                          |
| 1941年  | ディック・チャプマン                             | アメリカ合衆国               | +9                           | 19                           |                          |
| 1942年  | チャールズ・イエーツ（5）                        | アメリカ合衆国               | +16                          | 28                           |                          |
| 1943–45 | 第二次世界大戦のため中止                         | 第二次世界大戦のため中止     | 第二次世界大戦のため中止     | 第二次世界大戦のため中止     | 第二次世界大戦のため中止 |
| 1946    | ケリー・ミドルコフ                               | アメリカ合衆国               | +5                           | 12                           |                          |
| 1947    | フランク・ストラナハン                           | アメリカ合衆国               | −5                           | 2                            |                          |
| 1948    | スキー・リーゲル                                 | アメリカ合衆国               | +5                           | 13                           |                          |
| 1949    | チャールズ・コー ジョニー・ドーソン（2）         | アメリカ合衆国               | +7                           | 16                           |                          |
| 1950    | フランク・ストラナハン（2）                      | アメリカ合衆国               | +9                           | 14                           |                          |
| 1951    | チャールズ・コー（2）                            | アメリカ合衆国               | +5                           | 12                           |                          |
| 1952    | チャック・コチシュ                               | アメリカ合衆国               | +9                           | 14                           |                          |
| 1953    | フランク・ストラナハン（3） ハービー・ワード     | アメリカ合衆国               | +3                           | 14                           |                          |
| 1954    | ビリー・ジョー・パットン                         | アメリカ合衆国               | +2                           | 3                            |                          |
| 1955    | ハービー・ワード（2）                            | アメリカ合衆国               | +2                           | 7                            |                          |
| 1956    | ケン・ベンチュリー                               | アメリカ合衆国               | +2                           | 2                            |                          |
| 1957    | ハービー・ワード （3）                           | アメリカ合衆国               | E                            | 4                            |                          |
| 1958    | ビリー・ジョー・パットン（2）                    | アメリカ合衆国               | E                            | 8                            |                          |
| 1959    | チャールズ・コー（3）                            | アメリカ合衆国               | E                            | 6                            |                          |
| 1960    | ジャック・ニクラス ビリー・ジョー・パットン（3） | アメリカ合衆国               | +5                           | 13                           |                          |
| 1961    | チャールズ・コー（4）                            | アメリカ合衆国               | −7                           | 2                            |                          |
| 1962    | チャールズ・コー（5）                            | アメリカ合衆国               | E                            | 9                            |                          |
| 1963    | ラブロン・ハリス・ジュニア                       | アメリカ合衆国               | +10                          | 32                           |                          |
| 1964    | ディーン・ビーマン                               | アメリカ合衆国               | E                            | 13                           |                          |
| 1965    | ダウニング・グレー                               | アメリカ合衆国               | +6                           | 31                           |                          |
| 1966    | ジミー・グラント                                 | アメリカ合衆国               | +11                          | 28                           |                          |
| 1967    | ダウニング・グレー（2）                          | アメリカ合衆国               | +9                           | 36                           |                          |
| 1968    | ビニー・ジャイルズ                               | アメリカ合衆国               | E                            | 22                           |                          |
| 1969    | ブルース・フライシャー                           | アメリカ合衆国               | +12                          | 44                           |                          |
| 1970    | チャールズ・コー（6）                            | アメリカ合衆国               | +4                           | 23                           |                          |
| 1971    | スティーブ・メルニック                           | アメリカ合衆国               | +4                           | 24                           |                          |
| 1972    | ベン・クレンショー                               | アメリカ合衆国               | +7                           | 19                           |                          |
| 1973    | ベン・クレンショー（2）                          | アメリカ合衆国               | +7                           | 24                           |                          |
| 1974    | 全員予選落ちのため該当者なし                     | 全員予選落ちのため該当者なし | 全員予選落ちのため該当者なし | 全員予選落ちのため該当者なし |                          |
| 1975    | ジョージ・バーンズ                               | アメリカ合衆国               | +4                           | 30                           |                          |
| 1976    | カーティス・ストレンジ                           | アメリカ合衆国               | +3                           | 15                           |                          |
| 1977    | ビル・サンダー                                   | アメリカ合衆国               | +11                          | 49                           |                          |
| 1978    | リンディ・ミラー                                 | アメリカ合衆国               | −2                           | 16                           |                          |
| 1979    | ボビー・クランペット                             | アメリカ合衆国               | +2                           | 23                           |                          |
| 1980    | ジェイ・シーゲル                                 | アメリカ合衆国               | +1                           | 26                           |                          |
| 1981    | ジェイ・シーゲル（2）                            | アメリカ合衆国               | +6                           | 35                           |                          |
| 1982    | Jodie Mudd                                       | アメリカ合衆国               | +6                           | 20                           |                          |
| 1983    | ジム・ハレット                                   | アメリカ合衆国               | +9                           | 40                           |                          |
| 1984    | Rick Fehr                                        | アメリカ合衆国               | E                            | 25                           |                          |
| 1985    | サム・ランドルフ                                 | アメリカ合衆国               | +2                           | 18                           |                          |
| 1986    | サム・ランドルフ（2）                            | アメリカ合衆国               | +5                           | 36                           |                          |
| 1987    | ボブ・ルイス                                     | アメリカ合衆国               | +21                          | 54                           |                          |
| 1988    | ジェイ・シーゲル（3）                            | アメリカ合衆国               | +12                          | 39                           |                          |
| 1989    | 全員予選落ちのため該当者なし                     | 全員予選落ちのため該当者なし | 全員予選落ちのため該当者なし | 全員予選落ちのため該当者なし |                          |
| 1990    | クリス・パットン                                 | アメリカ合衆国               | +9                           | 39                           |                          |
| 1991    | フィル・ミケルソン                               | アメリカ合衆国               | +2                           | 46                           |                          |
| 1992    | Manny Zerman                                     | 南アフリカ共和国             | +6                           | 59                           |                          |
| 1993    | 全員予選落ちのため該当者なし                     | 全員予選落ちのため該当者なし | 全員予選落ちのため該当者なし | 全員予選落ちのため該当者なし |                          |
| 1994    | ジョン・ハリス                                   | アメリカ合衆国               | +17                          | 50                           |                          |
| 1995    | タイガー・ウッズ                                 | アメリカ合衆国               | +5                           | 41                           |                          |
| 1996    | 全員予選落ちのため該当者なし                     | 全員予選落ちのため該当者なし | 全員予選落ちのため該当者なし | 全員予選落ちのため該当者なし |                          |
| 1997    | 全員予選落ちのため該当者なし                     | 全員予選落ちのため該当者なし | 全員予選落ちのため該当者なし | 全員予選落ちのため該当者なし |                          |
| 1998    | マット・クーチャー                               | アメリカ合衆国               | E                            | 21                           |                          |
| 1999    | セルヒオ・ガルシア                               | スペイン                     | +7                           | 38                           |                          |
| 2000    | デビッド・ゴセット                               | アメリカ合衆国               | +15                          | 54                           |                          |
| 2001    | 全員予選落ちのため該当者なし                     | 全員予選落ちのため該当者なし | 全員予選落ちのため該当者なし | 全員予選落ちのため該当者なし |                          |
| 2002    | 全員予選落ちのため該当者なし                     | 全員予選落ちのため該当者なし | 全員予選落ちのため該当者なし | 全員予選落ちのため該当者なし |                          |
| 2003    | リッキー・バーンズ                               | アメリカ合衆国               | +3                           | 21                           |                          |
| 2004    | ケイシー・ヴィッテンベルク                       | アメリカ合衆国               | E                            | 13                           |                          |
| 2005    | ライアン・ムーア                                 | アメリカ合衆国               | −1                           | 15                           |                          |
| 2006    | 全員予選落ちのため該当者なし                     | 全員予選落ちのため該当者なし | 全員予選落ちのため該当者なし | 全員予選落ちのため該当者なし |                          |
| 2007    | 全員予選落ちのため該当者なし                     | 全員予選落ちのため該当者なし | 全員予選落ちのため該当者なし | 全員予選落ちのため該当者なし |                          |
| 2008    | 全員予選落ちのため該当者なし                     | 全員予選落ちのため該当者なし | 全員予選落ちのため該当者なし | 全員予選落ちのため該当者なし |                          |
| 2009    | 全員予選落ちのため該当者なし                     | 全員予選落ちのため該当者なし | 全員予選落ちのため該当者なし | 全員予選落ちのため該当者なし |                          |
| 2010    | マッテオ・マナセロ                               | イタリア                     | +4                           | 36                           |                          |
| 2011    | 松山英樹                                         | 日本                         | −1                           | 27                           |                          |
| 2012    | パトリック・カントレー                           | アメリカ合衆国               | +7                           | 47                           |                          |
| 2013    | 関天朗                                           | 中国                         | +12                          | 58                           |                          |
| 2014    | オリバー・ゴス                                   | オーストラリア               | +10                          | 49                           |                          |
| 2015    | 全員予選落ちのため該当者なし                     | 全員予選落ちのため該当者なし | 全員予選落ちのため該当者なし | 全員予選落ちのため該当者なし |                          |
| 2016    | ブライソン・デシャンボー                         | アメリカ合衆国               | +5                           | 21                           |                          |
| 2017    | スチュワート・ヘイグスタッド                     | アメリカ合衆国               | +6                           | 36                           |                          |
| 2018    | ダグ・ギム                                       | アメリカ合衆国               | +8                           | 50                           |                          |
| 2019    | ビクトル・ホブラン                               | ノルウェー                   | −3                           | T32                          |                          |
| 2020    | アンディ・オグルトゥリー                         | アメリカ合衆国               | −2                           | T34                          |                          |
| 2021    | 全員予選落ちのため該当者なし                     | 全員予選落ちのため該当者なし | 全員予選落ちのため該当者なし | 全員予選落ちのため該当者なし |                          |
| 2022    | 全員予選落ちのため該当者なし                     | 全員予選落ちのため該当者なし | 全員予選落ちのため該当者なし | 全員予選落ちのため該当者なし |                          |
| 2023    | サム・ベネット                                   | アメリカ合衆国               | −2                           | T16                          |                          |
| 2024    | ニール・シプリー                                 | アメリカ合衆国               | +12                          | T53                          |                          |

## 放送

### アメリカ
アメリカでは、テレビが本戦がCBS系列の局で放送されている。予選ラウンドについては、それまでUSAネットワークで放送されていたが、2008年からはESPNで中継されている。そのためCBSはザ・レイト・ショー放映前に15分のハイライトを放送されている。さらに、本戦前日に行われる恒例のパー3コンテストもESPNで2008年から放送されている。
また表彰式はバトラーキャビンにおいてCBSスポーツアナウンサーのジム・ナンツとの優勝者インタビューの後グリーンジャケット贈呈式を行い、バトラーキャビン前で正式な表彰式が実施される。
CBSとオーガスタ・ナショナル・ゴルフクラブはアメリカにおける放送パートナーとして毎年放映権を更新している。CBSは番組のテーマ曲としてデイヴ・ロギンスの「オーガスタ」を使用している。TBSの中継も同様である。
テレビ中継のスポンサーはIBM、エクソンモービル、AT&Tであるが、2014年はエクソンモービルに代わってメルセデス・ベンツが勤めた。またオフィシャルタイムキーパーのロレックス、UPSもスポンサーとして名乗っている。
ラジオではウェストウッド・ワンが4日間中継されている。

### アメリカ以外の国・地域
イギリスでは、1986年から放映権を保有している公共放送局のBBCが、CMを入れずにテレビ・ラジオ（BBC Radio Five Live）で中継を放送している。
アイルランドはSetanta Irelandで4日間放送。2017年以降は前半をEir Sport、RTÉが後半の2日間放送。カナダ国内ではグラハム・サンボーン・メディアがマーケティングセールスを行い、英語は前半の2日間はTSN、後半の2日間はグローバルで放送されている。フランス語はTVAで放送。
日本では、TBSテレビが東京放送時代の1967年から、CBSとの業務提携を背景に地上波テレビでの放送を開始。1975年までは生中継ではなく、CBSが制作した中継の映像をアメリカ国内で録画したうえで、大会翌週のゴールデンタイムに日本国内で放送していた。アメリカ国内からの衛星中継は1964年大会から可能な状況にあったが、当時は中継回線の使用料が非常に高額であったため、TBSでは大会が開催されるたびにスタッフをアメリカに派遣。中継映像を録画した2インチVTR2本を、スタッフが日本へ帰国する際に、手荷物扱いで飛行機へ持ち込みながら輸送していたという。
TBSでは1976年から、自社制作によるJNN系列全国ネットの生中継に移行。メイン実況の担当アナウンサーは石井智（1995年まで）→ 松下賢次（1996年 - 2008年）→ 林正浩（2009年 - 2015年）→ 小笠原亘（2016年以降）・佐藤文康（2024年以降、いずれも担当期間中はTBS→TBSテレビに在籍）で、1981年大会からラウンドリポーターとして中継に参加していた松下は、人事異動でアナウンス職から退いていた2010年に『語りつくせぬ“夢” マスターズ放送物語』という著書（ISBN 978-4904345092）をTBSサービスから出している。また、解説にゴルフジャーナリストの岩田禎夫が長年携わっていたことでも知られる。
TBSが制作する中継のオープニングでは、過去の名場面と前年度王者によるグリーンジャケットの着用シーンを編集した映像を、デイヴ・ロギンスが歌う「Augasta」とともに流している。1982年までは、決勝ラウンド（2日間）の生中継と当日のハイライトのみ放送していた。1983年から予選ラウンド（2日間）の生中継、1988年から大会終了後のゴールデンウィークに（一部の系列局を除いて）総集編、後に予選ラウンドの当日ダイジェストの放送も始めている。2014年は4日間合計で24時間の放送を実施。特に最終日は中断無しで約8時間生放送した。現在は地上波に加えて、BSデジタル放送のBS-TBSでも放送。また、CS放送（2時間のダイジェスト版のみ）では当初はJNNニュースバード（現・TBS NEWS）で放送されていたが後にTBSチャンネルでの放送に移行した（TBSチャンネルでの放送素材は地上波のものでなくBS-TBSでの放送素材が使われている）。そのため、地上波放送分とBS・CS放送分で実況・解説の担当者が異なっている。
TBSでは2007年大会のダイジェストからリアルタイム字幕放送、BS-TBSは2013年まで2ヶ国語放送（英語副音声　ステレオ2音声）を実施。セールスはテレ・プランニング・インターナショナルとビデオプロモーションが担当しており、全米オープンテニスと同様、アナウンサーによる提供コメントなしで放送している。一方、BS-TBSでは提供クレジットは前クレのみで提供コメントはしている。TBSチャンネルでは有料放送であるためスポンサーそのものは一切なく、提供クレジットの表示も提供コメントもまったくない。その影響のため、朝の報道番組が休止になったり、繰り下げ放送になることがある。
なお、パー3コンテストについては、日本でもBS-TBSで録画放送された。2014年は初めてインターネットによる生中継を行い、アーメンコーナー、15・16番ホール、注目組のプレーを配信した（日本以外は視聴不可、CBS・マスターズ公式サイトでも米国のみでライブ配信されている）。2022年以降はU-NEXT独占。2017年はアニメサタデー630開始前の4月1日6:30 - 7:30に大会直前スペシャルを編成し、過去の名場面などが放送される。
2018年大会では、大会の放映権を保有していない国・地域に向けて、大会の公式YouTubeチャンネルで全ラウンドのライブ配信を実施した。

## チケット
マスターズの入場券はライダーカップと並び、世界で一番取れにくいゴルフトーナメントとしても知られており、通称「パトロン」と呼ばれている、スポンサーや関係者、オーガスタの地元住民だけしか入場できない。2012年以降の一般入場券はインターネットで抽選販売されている。また2008年以降、パトロン保持者の8~16歳のジュニアにつき1名無料入場している。